# Philippe Vorbe
Philippe Vorbe   (Port-au-Prince, 14 de setembre de 1947) fou un futbolista haitià de la dècada de 1970.
Fou 18 cops internacional amb la selecció d'Haití amb la qual participà en la Copa del Món de futbol de 1974.
Pel que fa a clubs, destacà a New York Generals i Violette Athletic Club.